# Lobeza schausi
Lobeza schausi är en fjärilsart som beskrevs av Paul Dognin 1904. Lobeza schausi ingår i släktet Lobeza och familjen tandspinnare. Inga underarter finns listade i Catalogue of Life.